# Abbaye Notre-Dame-de-la-Paix de Castagniers
Pour les articles homonymes, voir Castagnier, Abbaye Notre-Dame-de-la-Paix de Chimay et Notre-Dame-de-la-Paix.
L'abbaye Notre-Dame-de-la-Paix, également appelée « abbaye de Castagniers » est une abbaye cistercienne située dans l'arrière-pays de Nice (département des Alpes-Maritimes), à 12 km de la côte.
L'abbaye de Castagniers est « sœur de Notre-Dame de Lérins », située à l'île Saint-Honorat. Elle dépend de la congrégation cistercienne de l'Immaculée Conception. Dom Vladimir Gaudrat, abbé de Lérins en est le président.

## Histoire
En 1865, Dom Marie-Bernard Barnouin, qui restaura l'abbaye de Sénanque, fonda une communauté cistercienne féminine dans le diocèse de Digne à Mane. Le curé de Mane fit don à Dom Marie-Bernard de Notre-Dame de Salagon, un ancien prieuré bénédictin composé d'une église du XIIe siècle, d'une maison et d'un jardin clos. Très vite, le prieuré de Mane devint trop exigu pour accueillir toutes les postulantes, ce qui amena à la fondation d'un second monastère en 1869, à Reillanne : Notre-Dame des Prés, dans le même diocèse de Digne. En 1872, les deux communautés se rejoignirent à Reillanne, et ce n'est pas avant 1930 que la communauté s'installa à Castagniers.
Dans les années 1950, Mère Marguerite de la Trinité y inaugura un artisanat de chocolat.
En 1962, le monastère fut érigé en abbaye.

## L'abbaye aujourd'hui
La communauté de l'abbaye se compose aujourd'hui de 14 moniales cisterciennes qui vivent selon la Règle de saint Benoît. Saint Benoît invite à « accueillir tout hôte comme le Christ lui-même ». Les religieuses accueillent toute personne désireuse de faire une retraite spirituelle, et également des groupes. Il y a possibilité d'acheter les produits de leur fabrication au magasin.

## Activité
La messe quotidienne, la lectio divina, la liturgie des heures et le travail rythment la journée monastique.
Il y a possibilité de visiter l'abbaye lors des journées du patrimoine, chaque troisième week-end de septembre.

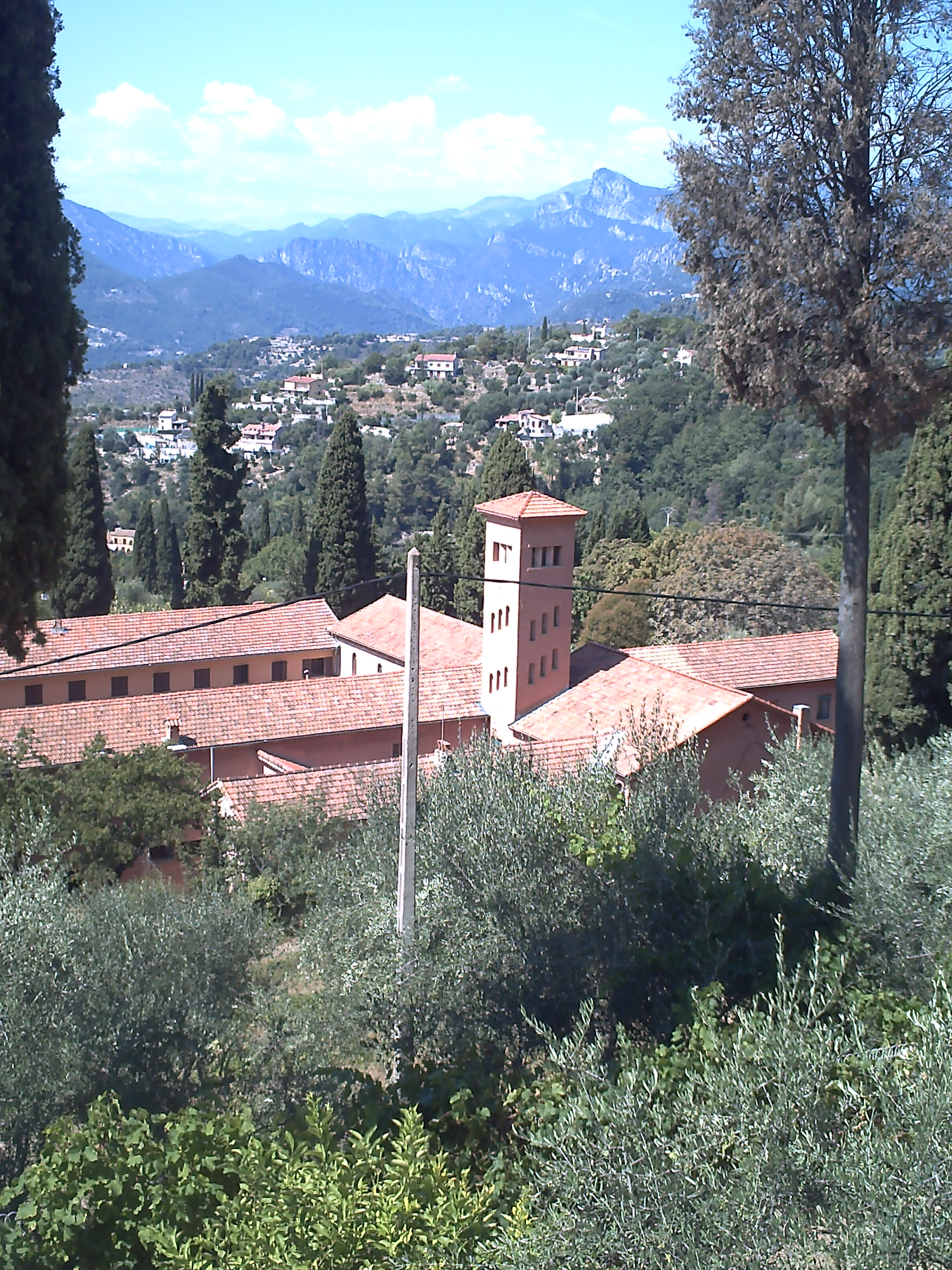
Le clocher de l'abbaye.
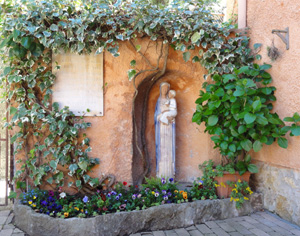
Notre-Dame de la Paix - Accueil de l'hôtellerie du monastère.